# Verwaltungsgemeinschaft Tacherting
Die Verwaltungsgemeinschaft Tacherting im oberbayerischen Landkreis Traunstein wurde im Zuge der Gemeindegebietsreform am 1. Mai 1978 gegründet und zum 1. Januar 1986 wieder aufgelöst.
Der Verwaltungsgemeinschaft gehörten die Gemeinden Tacherting und Engelsberg an, die Einheitsgemeinden mit eigener Verwaltung wurden. 